# Font de l'Uec

La Font de l'Uec, respecte del terme d'Abella de la Conca

La Font de l'Uec és una font del terme municipal d'Abella de la Conca, a la comarca del Pallars Jussà.
Està situada a 953 metres d'altitud, al nord-est de la Casa de la Vall. És a l'esquerra del barranc de la Vall, a ponent i a sota del punt de trobada dels Feixans de la Font de l'Uec, que s'estenen al sud-est de la font, i els Feixans de l'Espluga del Rito, que són al nord-est i també del Coll de Vacamina.